# پارک ملی کرکونوشه
پارک ملی کرکونوشه (به لاتین: Krkonoše National Park) یک پارک ملی و منطقه حفاظت‌شده در جمهوری چک است که در شهرستان تروتنوف واقع شده‌است.